# Cédric Visart de Bocarmé
Jonkheer Cédric Antoine Emmanuel Visart de Bocarmé (Schaarbeek, 10 februari 1953) is een Belgisch voormalig magistraat.

## Levensloop

### Familie
Cédric Visart de Bocarmé is een telg uit de familie Visart de Bocarmé. Hij is een zoon van Alain Visart de Bocarmé en Solange de Halloy de Waulsort. Hij is getrouwd met Anne Lambert (1954), hoogleraar rechten en ze hebben drie kinderen. Hij stamt af van Marie Jean Visart de Bocarmé, burgemeester van Sint-Kruis, via diens zoon Emile Visart de Bocarmé die trouwde met zijn nicht Hidulphine Visart de Bocarmé en waardoor hij eveneens afstamt van Gustave Visart de Bocarmé, het familielid dat lid was van het Nationaal Congres.

### Carrière
Visart de Bocarmé begon, na rechtenstudies, aan zijn loopbaan in 1977 als advocaat aan de balie van Namen en trad vier jaar later toe tot de parketmagistratuur.
In 1990 werd hij procureur des Konings bij de rechtbank van eerste aanleg in Namen. Dat mandaat werd tussen 1995 en 1998 onderbroken toen hij op het kabinet van twee christendemocratische ministers van Justitie ging werken: eerst als kabinetsmedewerker bij Melchior Wathelet (cdH) en vervolgens als kabinetschef bij Stefaan De Clerck (CD&V). Als procureur werd hij een mediafiguur omwille van enkele ophefmakende criminele zaken, waarin hij als hoofd van het parket duiding moest geven.
Eind 2004 volgde hij op 51-jarige leeftijd Anne Thily op als procureur-generaal bij het Hof van Beroep in Luik. Hij was op dat ogenblik de jongste procureur-generaal ooit en werd geselecteerd uit acht kandidaten. Begin 2012 werd hij kabinetschef van minister van Binnenlandse Zaken Joëlle Milquet. Hij heeft een cdH-signatuur. 
Visart is sinds 1991 lid van de Rotary Club (Rc Namur) en was president van zijn club in 2002-2003.